# Rebecca Zimmerman
Rebecca Zimmerman (* 13. August 1990) ist eine kanadische Ruderin. 
Rebecca Zimmerman studierte an der University of Victoria und graduierte 2017 in den Sozialwissenschaften. Neben ihrem Studium ruderte sie von 2012 bis 2017 im Team der Universität.
Erst nach ihrem Studienabschluss trat sie zum ersten Mal im kanadischen Achter an. Als Schlagfrau gewann sie mit dem Achter die Silbermedaille bei den Weltmeisterschaften 2017 in Sarasota hinter dem rumänischen Boot. Im Jahr darauf siegte bei den Weltmeisterschaften in Plowdiw der Achter aus den Vereinigten Staaten, dahinter gewannen die Kanadierinnen wie im Jahr zuvor Silber.

## Erfolge
- Weltmeisterschaften 2017: 2. Platz im Achter (Lisa Roman, Kristin Bauder, Nicole Hare, Hillary Janssens, Christine Roper, Susanne Grainger, Jennifer Martins, Rebecca Zimmerman und Steuerfrau Kristen Kit)
- Weltmeisterschaften 2018: 2. Platz im Achter (Lisa Roman, Stephanie Grauer, Madison Mailey, Susanne Grainger, Christine Roper, Sydney Payne, Jennifer Martins, Rebecca Zimmerman und Kristen Kit als Steuerfrau)